# 국왕탄생일

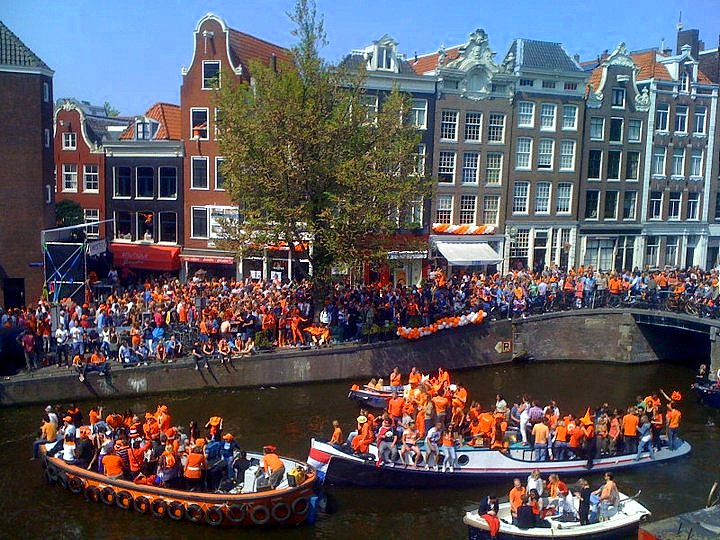
2010년 국왕탄생일

국왕탄생일(네덜란드어: Koningsdag)은 네덜란드 왕의 탄생을 축하하는 네덜란드의 축제일이다. 날짜는 4월 27일이다.

## 같이 보기
- 천황탄생일
- 국왕공식탄생일